# پائولو باریسون
پائولو باریسون (به ایتالیایی: Paolo Barison) بازیکن فوتبال و اهل ایتالیا است 

## تیم ملی
از سال ۱۹۵۸ میلادی عضو تیم ملی فوتبال ایتالیا بوده و در ۹ بازی ملی حضور داشته‌است. او در بازی‌های ملی‌اش ۶ گل به ثمر رساند.
پائولو باریسون آخرین بازی ملی خود را در سال ۱۹۶۶ میلادی انجام داد.